# マナサス・パーク駅
マナサス・パーク駅（英語：Manassas Park Station）は、バージニア州マナサスパークにあるバージニア急行鉄道（VRE）のマナサス線の駅。バスの乗り換えが出来る。公衆電話と６００台の無料のパーキングもある。無人駅だが自動販売機で切符を買える。バリアフリーです。